# Słójka
Słójka [ˈswui̯ka] est un village polonais de la gmina de Szudziałowo dans le powiat de Sokółka et dans la voïvodie de Podlachie. Il se situe à environ 4 kilomètres à l'ouest de Szudziałowo, à 14 kilomètres au sud-est de Sokółka et à 37 kilomètres au nord-est de Białystok. 
Le village compte approximativement 60 habitants.